# Club Atlético Chacarita Juniors 2019-2020
Questa voce raccoglie le informazioni riguardanti il Chacarita Juniors nelle competizioni ufficiali della stagione 2019-2020.

## Maglie e sponsor
Il fornitore tecnico per la stagione 2018-2019 è Hummel, mentre lo sponsor ufficiale è La Nueva Seguros.
| 1ª divisa | 2ª divisa |

## Rosa
| N. |                      | Ruolo | Calciatore          |
| -- | -------------------- | ----- | ------------------- |
| -  | Argentina (bandiera) | P     | Lucas Bruera        |
| -  | Argentina (bandiera) | P     | Emanuel Trípodi     |
| -  | Argentina (bandiera) | D     | Nicolás Chávez      |
| -  | Argentina (bandiera) | D     | Gian Croci          |
| -  | Argentina (bandiera) | D     | Juan González       |
| -  | Argentina (bandiera) | D     | Gabriel Lazarte     |
| -  | Argentina (bandiera) | D     | Alan Ledesma        |
| -  | Argentina (bandiera) | D     | Diego Menghi        |
| -  | Argentina (bandiera) | D     | Brian Mieres        |
| -  | Argentina (bandiera) | D     | Maximiliano Paredes |
| -  | Argentina (bandiera) | D     | Franco Racca        |
| -  | Argentina (bandiera) | D     | Alan Robledo        |
| -  | Argentina (bandiera) | D     | Salvador Sánchez    |
| -  | Argentina (bandiera) | D     | Facundo Tallarico   |

| N. |                      | Ruolo | Calciatore        |
| -- | -------------------- | ----- | ----------------- |
| -  | Argentina (bandiera) | D     | Adrián Torres     |
| -  | Argentina (bandiera) | C     | Hernán Da Campo   |
| -  | Argentina (bandiera) | C     | Gonzalo Groba     |
| -  | Argentina (bandiera) | C     | Miguel Mellado    |
| -  | Argentina (bandiera) | C     | Agustín Piñeyro   |
| -  | Argentina (bandiera) | C     | Diego Rivero      |
| -  | Argentina (bandiera) | C     | Facundo Rodríguez |
| -  | Argentina (bandiera) | C     | Matías Sánchez    |
| -  | Uruguay (bandiera)   | C     | Jim Varela        |
| -  | Argentina (bandiera) | A     | Elías Alderete    |
| -  | Argentina (bandiera) | A     | Lucas Cano        |
| -  | Argentina (bandiera) | A     | Ramiro Fergonzi   |
| -  | Argentina (bandiera) | A     | Yair González     |
| -  | Argentina (bandiera) | A     | Lucas Lezcano     |

## Calciomercato

### Sessione estiva
| Acquisti | Acquisti            | Acquisti              | Acquisti                         |
| R.       | Nome                | da                    | Modalità                         |
| -------- | ------------------- | --------------------- | -------------------------------- |
| C        | Matías García       | -                     | acquisto definitivo (svincolato) |
| A        | Juan Mascia         | -                     | acquisto definitivo (svincolato) |
| D        | Brian Mieres        | -                     | acquisto definitivo (svincolato) |
| D        | Salvador Sánchez    | -                     | acquisto definitivo (svincolato) |
| A        | Ignacio Bailone     | -                     | acquisto definitivo (svincolato) |
| D        | Adrián Torres       | -                     | acquisto definitivo (svincolato) |
| A        | Ignacio Cacheiro    | -                     | acquisto definitivo (svincolato) |
| C        | Hernán Da Campo     | -                     | acquisto definitivo (svincolato) |
| P        | Sebastián Cuerdo    | -                     | acquisto definitivo (svincolato) |
| C        | Rodrigo Insúa       | Aldosivi              | prestito (30.6.2020)             |
| C        | Luciano Perdomo     | Gimnasia (LP)         | prestito (30.6.2020)             |
| D        | Franco Racca        | Deportivo Morón       | fine prestito (30.6.2020)        |
| D        | Nahuel Tribulo      | Luján                 | fine prestito (30.6.2020)        |
| C        | Matías Nizzo        | Deportivo Morón       | fine prestito (30.6.2020)        |
| A        | Facundo Melivilo    | Central Córdoba (SdE) | fine prestito (30.6.2020)        |
| D        | Maximiliano Paredes | Deportivo Morón       | fine prestito (30.6.2020)        |
| A        | Maximiliano Casa    | Atlético Rafaela      | fine prestito (30.6.2020)        |
| A        | Juan Imbert         | Quilmes               | fine prestito (30.6.2020)        |

| Cessioni | Cessioni            | Cessioni           | Cessioni                         |
| R.       | Nome                | a                  | Modalità                         |
| -------- | ------------------- | ------------------ | -------------------------------- |
| C        | Federico Vismara    | -                  | cessione definitiva (svincolato) |
| D        | Nahuel Tribulo      | -                  | cessione definitiva (svincolato) |
| D        | Rodrigo Ayala       | -                  | cessione definitiva (svincolato) |
| D        | Germán Ré           | -                  | cessione definitiva (svincolato) |
| A        | Juan Imbert         | -                  | cessione definitiva (svincolato) |
| D        | Nicolás Álvarez     | -                  | cessione definitiva (svincolato) |
| C        | Leonardo Baima      | -                  | cessione definitiva (svincolato) |
| A        | Facundo Melivilo    | -                  | cessione definitiva (svincolato) |
| C        | Agustín Módula      | -                  | cessione definitiva (svincolato) |
| C        | Matías Nizzo        | -                  | cessione definitiva (svincolato) |
| D        | Franco Racca        | Atlético Rafaela   | prestito (30.6.2020)             |
| D        | Maximiliano Paredes | Atlético Rafaela   | prestito (30.6.2020)             |
| A        | Bautista Pavlovsky  | Argentinos Juniors | fine prestito (30.6.2019)        |

### Sessione invernale
| Acquisti | Acquisti          | Acquisti | Acquisti                         |
| R.       | Nome              | da       | Modalità                         |
| -------- | ----------------- | -------- | -------------------------------- |
| C        | Jim Varela        | -        | acquisto definitivo (svincolato) |
| D        | Diego Menghi      | -        | acquisto definitivo (svincolato) |
| C        | Agustín Piñeyro   | -        | acquisto definitivo (svincolato) |
| A        | Ramiro Fergonzi   | -        | acquisto definitivo (svincolato) |
| D        | Facundo Tallarico | -        | acquisto definitivo (svincolato) |

| Cessioni | Cessioni         | Cessioni | Cessioni                         |
| R.       | Nome             | a        | Modalità                         |
| -------- | ---------------- | -------- | -------------------------------- |
| A        | Juan Mascia      | -        | cessione definitiva (svincolato) |
| A        | Juan Álvarez     | -        | cessione definitiva (svincolato) |
| C        | Martín Lucero    | -        | cessione definitiva (svincolato) |
| A        | Ignacio Bailone  | -        | cessione definitiva (svincolato) |
| A        | Elías Alderete   | -        | cessione definitiva (svincolato) |
| C        | Matías García    | -        | cessione definitiva (svincolato) |
| A        | Maximiliano Casa | -        | cessione definitiva (svincolato) |
| P        | Sebastián Cuerdo | -        | trasferito alle giovanili        |

## Primera B Nacional
Il regolamento del campionato prevedeva che le 32 squadre partecipanti al campionato dovessero essere divise in due gironi da 16, dove ogni squadra avrebbe dovuto incontrare le altre 15 appartenenti alla stessa zona in un girone all'italiana di andata e ritorno (il Chacarita Juniors è stato inserito nella zona B. Le due squadre vincenti delle due zone si sarebbero quindi dovute affrontare in una sfida su gara secca per determinare la vincente del campionato (che avrebbe ottenuto la promozione diretta). Per determinare la seconda squadra ad ottenere la promozione nella massima serie, la sconfitta dalla finale del campionato e le squadre classificatesi dal secondo al quarto posto nella classifica di ogni zona avrebbero quindi partecipato ad un torneo ad eliminazione diretta. A retrocedere nelle serie inferiori sarebbero state le due squadre classificatesi ultime nelle rispettive zone. Tuttavia, a seguito dell'epidemia da Covid-19, la AFA ha deciso prima di sospendere e poi di annullare il torneo, sospendendo in tale maniera sia le promozioni che le retrocessioni.

### Classificazona B
| Pos. | Squadra           | Pt | G  | V | N | P | GF | GS | DR  |
| ---- | ----------------- | -- | -- | - | - | - | -- | -- | --- |
| 10.  | Brown (A)         | 24 | 21 | 5 | 9 | 7 | 18 | 22 | -4  |
| 11.  | Quilmes           | 24 | 21 | 5 | 9 | 7 | 19 | 24 | -5  |
| 12.  | Chacarita Juniors | 24 | 21 | 6 | 6 | 9 | 15 | 26 | -11 |
| 13.  | Almagro           | 23 | 21 | 5 | 8 | 8 | 13 | 20 | -7  |
| 14.  | All Boys          | 22 | 21 | 5 | 7 | 9 | 17 | 23 | -6  |

### Risultati

#### Andata
| Villa Maipú 17 agosto 2019, ore 21:10 GMT-3 1ª giornata | Chacarita Juniors  | 0 – 0 referto | All Boys | Stadio Chacarita Juniors\| Arbitro: \| Leandro Rey Hilfer \| |
| Arbitro:                                                | Leandro Rey Hilfer |               |          |                                                              |

| Arbitro: | Julio Barraza |

|                             |           |            |
| 23’ Castillejos 84’ Córdoba | Marcatori | Mieres 46’ |

| Arbitro: | Lucas Comesaña |

|  |           |                                      |
|  | Marcatori | Telechea 36’ Depietri 53’ Michel 71’ |

| Arbitro: | Yael Falcón Peréz |

|                |           |  |
| 45+3’ Bajamich | Marcatori |  |

| Arbitro: | Lucas Comesaña |

|                                 |           |                            |
| 30’ Gonzalo Rodríguez 80’ Costa | Marcatori | Juan González 14’ 55’ Cano |

| José Ingenieros 21 settembre 2019, ore 15:30 GMT-3 6ª giornata | Almagro         | 0 – 0 referto | Chacarita Juniors | Stadio Tres de Febrero\| Arbitro: \| Fabricio Llobet \| |
| Arbitro:                                                       | Fabricio Llobet |               |                   |                                                         |

| Arbitro: | Luis Lobo Medina |

|              |           |  |
| 76’ Alderete | Marcatori |  |

| Arbitro: | Mario Ejarque |

|                   |           |                                                         |
| 56’ Juan González | Marcatori | Graciani 58’ Núñez 68’ Magnín 72’ Pombo 88’ Vázquez 90’ |

| Arbitro: | Luis Lobo Medina |

|              |           |              |
| 66’ Alderete | Marcatori | Torres 90+1’ |

| Arbitro: | Diego Ceballos |

|          |           |  |
| 72’ Vera | Marcatori |  |

| Arbitro: | Luis Lobo Medina |

|  |           |          |
|  | Marcatori | Cano 62’ |

| Arbitro: | Adrián Franklin |

|  |           |                                 |
|  | Marcatori | Dening 6’ Dening 69’ Dening 71’ |

| Arbitro: | Luis Lobo Medina |

|                       |           |             |
| 20’ Goux 33’ Olivares | Marcatori | Sánchez 12’ |

| Arbitro: | Leandro Rey Hilfer |

|          |           |  |
| 84’ Cano | Marcatori |  |

| Arbitro: | Mario Ejarque |

|                         |           |  |
| 58’ Protti 59’ Alderete | Marcatori |  |

#### Ritorno
| Arbitro: | Yael Falcón Peréz |

|            |           |          |
| 1’ Espeche | Marcatori | Cano 42’ |

| Villa Maipú 15 febbraio 2020, ore 17:00 GMT-3 17ª giornata | Chacarita Juniors | 0 – 0 referto | Gimnasia (J) | Stadio Chacarita Juniors\| Arbitro: \| Héctor Paletta \| |
| Arbitro:                                                   | Héctor Paletta    |               |              |                                                          |

| Arbitro: | Yael Falcón Peréz |

|                         |           |                   |
| 4’ Kabalin 36’ Telechea | Marcatori | Juan González 18’ |

| Arbitro: | Héctor Paletta |

|              |           |  |
| 41’ González | Marcatori |  |

| Arbitro: | Carlos Cordoba |

|  |           |              |
|  | Marcatori | Torres 90+1’ |

| Arbitro: | Héctor Paletta |

|         |           |                         |
| 2’ Cano | Marcatori | Martínez 29’ Coscia 79’ |

Dopo la disputa della 21ª giornata, la AFA ha deciso prima di sospendere e poi di fermare definitivamente il campionato dopo lo scoppio anche in Argentina della pandemia di Covid-19.

## Statistiche

### Statistiche di squadra
| Competizione       | In casa | In casa | In casa | In casa | In casa | In casa | In trasferta | In trasferta | In trasferta | In trasferta | In trasferta | In trasferta | Totale | Totale | Totale | Totale | Totale | Totale | DR  |
| Competizione       | G       | V       | N       | P       | Gf      | Gs      | G            | V            | N            | P            | Gf           | Gs           | G      | V      | N      | P      | Gf     | Gs     | DR  |
| ------------------ | ------- | ------- | ------- | ------- | ------- | ------- | ------------ | ------------ | ------------ | ------------ | ------------ | ------------ | ------ | ------ | ------ | ------ | ------ | ------ | --- |
| Primera B Nacional | 11      | 4       | 4       | 3       | 8       | 11      | 10           | 2            | 2            | 6            | 7            | 15           | 21     | 6      | 6      | 9      | 15     | 26     | -11 |
| Totale             | 11      | 4       | 4       | 3       | 8       | 11      | 10           | 2            | 2            | 6            | 7            | 15           | 21     | 6      | 6      | 9      | 15     | 26     | -11 |

### Statistiche individuali
| Giocatore    | Primera B Nacional | Primera B Nacional | Primera B Nacional | Primera B Nacional |
| Giocatore    | Presenze           | Reti               | Ammonizioni        | Espulsioni         |
| ------------ | ------------------ | ------------------ | ------------------ | ------------------ |
| L. Cano      | 20                 | 5                  | 3                  | 0                  |
| H. Da Campo  | 13                 | 0                  | 2                  | 0                  |
| R. Fergonzi  | 3                  | 0                  | 1                  | 0                  |
| J. González  | 17                 | 3                  | 0                  | 0                  |
| Y. González  | 4                  | 1                  | 1                  | 0                  |
| G. Groba     | 11                 | 0                  | 1                  | 0                  |
| G. Lazarte   | 10                 | 0                  | 1                  | 0                  |
| A. Ledesma   | 6                  | 0                  | 0                  | 0                  |
| L. Lezcano   | 6                  | 0                  | 0                  | 0                  |
| D. Menghi    | 6                  | 0                  | 1                  | 0                  |
| B. Mieres    | 20                 | 1                  | 8                  | 0                  |
| A. Piñeyro   | 1                  | 0                  | 0                  | 0                  |
| D. Rivero    | 9                  | 0                  | 1                  | 0                  |
| A. Robledo   | 12                 | 3                  | 0                  | 1                  |
| M. Sánchez   | 2                  | 0                  | 0                  | 0                  |
| S. Sánchez   | 20                 | 1                  | 2                  | 0                  |
| F. Tallarico | 0                  | 0                  | 0                  | 0                  |
| A. Torres    | 13                 | 2                  | 4                  | 0                  |
| E. Tripodi   | 18                 | -21                | 1                  | 0                  |
| J. Varela    | 6                  | 0                  | 1                  | 0                  |
| E. Alderete  | 8                  | 1                  | 0                  | 0                  |